# 盛港综合医院
盛港综合医院（英語：Sengkang General Hospital），简称SKH，是新加坡的一间公立医院。这家拥有1000张病床的医院于2018年8月18日启用，主要服务新加坡东北部的人口，尤其是盛港、榜鹅、后港和巴西立的居民。盛港综合医院的事务由新加坡保健服务集团负责。
作为其中一间提供以社区为基础的综合医疗服务的医院，盛港综合医院是新加坡一项目标为所有新加坡人提供“优质和可及的医疗服务”的医疗保健总体规划的一部分。盛港综合医院也与初级保健医生（PCP）、综合诊所以及中长期护理提供者合作，为新加坡东北部的居民提供更多以社区为基础的护理。

## 历史
2011年，时任卫生部长许文远在当年的供应委员会（COS）演讲中首次宣布设立盛港综合医院。医院最初计划的完工期限为2020年；但在2011年12月，时任卫生部长颜金勇宣布完工日期将提前两年至2018年。
2013年10月27日，医院举行了奠基仪式。
2018年8月18日，医院开放为公众提供医疗服务。
2019年3月23日，盛港综合医院正式举行开幕仪式。